# Ramon de Tous
Ramon de Tous (?, segle xiii - ?, segle XIV) va ser un cavaller de la Companyia Catalana d'Orient. Fou un dels integrants del seguici de Roger de Flor, quan aquest es dirigí a Adrianòpolis a finals de març de 1305. Quan Roger de Flor hi fou assassinat, el 4 d'abril de 1305, dels mil tres-cents catalans que hi moriren, ell, Ramon Alquer i Bernat de Roudor foren els tres únics supervivents. Refugiats en un campanar, es defensaren tan heroicament que es guanyaren el respecte dels romans d'Orient i Miquel IX Paleòleg els perdonà la vida.